# G12原则
G12是指G12異象、G12原則或G12策略，是一種細胞小組教會的增長策略。它的基本概念為：每個基督徒應該以基督化的價值觀輔導自己的所谓“十二門徒”，而此十二門徒再以相同策略各自輔導他們自己的“十二門徒”。模式类似传销。

## 歷史
凱撒·卡思特拉諾斯牧師在參觀趙鏞基牧師成立的汝矣島純福音教會（全球最大的細胞小組基督教會）之後，回到哥倫比亞波哥大的國際靈恩宣教中心。他宣佈在南韓時，上帝對他說話，上帝並給他擴大教會的計畫。之後，他將教會改組為G12小組，此時，他的小舅子凱撒·法加果（Cesar Fajardo）也從青年團契揀選了12位門徒。
從1991 年到1994年，會員從70 名成長到1,200 名成員。在1994 年和1999 之間教會成長為20,000 個細胞小組，每週一次的教會慶典(church celebration)有45,000 個人參加。之後，他們不再統計會員人數，而以細胞小組的數量取代。 2000年時，全球的教會領袖為要了解及得到建造G12教會的方法，造訪國際靈恩宣教中心。
在2001 年，凱撒牧師以國際級的教會領袖為組員（包括有爭議的巴西福音傳教士Valnice Milhomens），成立了國際G12小組。但2005年時，包括凱撒·法加果在內的幾位國際G12小組成員，脫離了這個組織，以各自調整後的方式領導。但仍有包括美國華盛頓州三城市的亞當・胡佛牧師在內的一群人，繼續從事G12運動。

## G12哲學
G12的概念是讓教會（小組）每位成員都能完成可量化的基督信仰教導。
小組長會帶領組員學習有關基督徒價值、教育、禱告等課程，直到組員開始帶領組員自己的小組。各組員均被教導要找到12 個新門徒，直到有12x12=144名門徒。無論就理論或實行上，這都使教會人數指數增長，並且宣稱未因人數增加就脫離基督的價值觀。
它的根據是從耶穌宣教事工的開始。耶穌在曠野接受撒但的試驗40天之後，第一件事就是揀選了12個使徒（馬可福音3章14節）。另外，在使徒行傳中，12使徒之一的猶大出賣耶穌之後自殺。其餘的11位使徒，必須在門徒中選擇一為同作耶穌復活的見證於是又抽籤選擇了馬提亞，完成12的任務。（使徒行傳1章26節）在他們恢復完成12之後，五旬節來到，門徒片刻即被聖靈充滿了。

### 數字12
數字12代表著國度，一年有12個月，一天由12小時的白晝與12小時的黑夜組成，耶穌揀選12使徒來治理基督的身體-教會-完成大使命（馬可福音16章15節）

## 步驟與流程
G12原則常被福音派教會使用，特別是靈恩派的教會。

### G12教會常用步驟
发展教会会员（“得人”）的方式分為4個步驟：
1. 得人 (Win)：利用開拓小組透過友誼和3×3禱告來贏得靈魂
2. 栽培 (Consolidate)：新會員在加入小組以後，對基督的信念更加鞏固。
3. 門訓 (Disciple)：一旦新會員決定成為門徒，他們將在領袖學校接受基督信仰的門徒訓練。
4. 差派 (Send)：當新會員已帶領出自己的新組員時，會成立新的開拓小組，接著有以下兩種情況：
  1. 剛得到新組員的新任小組長和組員依然在原小組聚會，但原小組會漸漸成為封閉式的領袖小組。

- 1. 加入原小組長領導的另一個領袖小組（此例較常發生）

### 3x3禱告
3x3禱告，在邀請非基督徒友人進入每月的佈道會（Net）之前，小組中三個成員為所認領的三位對象，共九位，進行每週一次，為期一個月的禱告。 希望他們能跟隨基督。這會繼續到對象在信仰上做出最終決定為止。

#### 數字3
數字3 是象徵完整性，即三位一體（父、子和聖靈）的上帝、基督死後的第3 天復活、摩西要求法老王讓以色列人出埃及之前，他先求法老允許以色列人在曠野敬拜他們的上帝3天

### 佈道會
每月舉行的佈道會（Net），會邀請非基督徒參加，盼望他們能接受信仰、跟隨基督。

### 特會
週末的聚會，通常設置在城市的會議中心。 參加的成員會得到有關聖潔、禱告、和神的關係、饒恕、什一奉獻、生命見證、隨從聖靈而行、趕鬼（也叫作趕走仇敵 或釋放）、醫病、為基督贏得靈魂、耐心和結果子等的教導。 重點是讓參與者了解什麼是真正的悔改和十字架的意義。
在特會中也有更深入的禱告和象徵舊事已過，都變成新的了的行動，加深信徒的屬靈經驗。

#### 慣用流程
放下一切自我否定的舊想法、作法、感受。以上帝的真理更新會員的心意，令參與者了解基督已為他們完成的工作，使他們能夠有新能力為基督而活。使人在想法、說話、行動、價值觀，和人際關係上形成新的人生观。
目的使參與者能夠與上帝面對面，將自己交付給祂。最後自己成為擁有基督信仰為中心的自信、喜悅、勇氣、和平，和渴望認識基督。

### 領袖學校
這是一個九個月的課程，被劃分為三個學期（每學期十週），學員在此會接受到基督信仰根基以及G12原則的教導。教會的會員通常擔任學校老師或與之有密切聯繫。

### 同質小組
男性、女性和兒童常會被分配到同類型的同質小組中。如此作法可有效地在教會事工中聚焦，並且可以處理一些在不人同類型（如異性）所成立的異質小組不能討論的問題。

## 相關議題
有人開始對G12產生質疑，例如它的強迫性、合法性和造成分裂等問題。起初，世界各地的教會領袖為了要符合G12原則，成為波哥大教會的分支。但自2005年起，許多教會雖然使用與波哥大教會相同的策略，卻變更了G12的名詞和術語，甚至，與波哥大教會切斷從屬關係。
G12也受到其他不同因素的挑戰，例如：數字12的靈化、實用主義 及以天主教会圣统制般的階級制度管理基督徒，凱撒·卡思特拉諾斯所著十字架的啟示 (ISBN 986-7460-07-3) 常被提出與 依納爵（耶穌會的創建者）的著作比較。G12原則與牧羊人運動相似，也遇到了相同的問題。常被批評利用偶像崇拜戰術來吸收和鞏固新成員。英國大部分主要的G12 教會已脫離波哥大的管理。

## 外部連結
- 中文版G12原則